# Cerapachys davisi
Cerapachys davisi är en myrart som beskrevs av Smith 1942. Cerapachys davisi ingår i släktet Cerapachys och familjen myror. Inga underarter finns listade.

## Bildgalleri

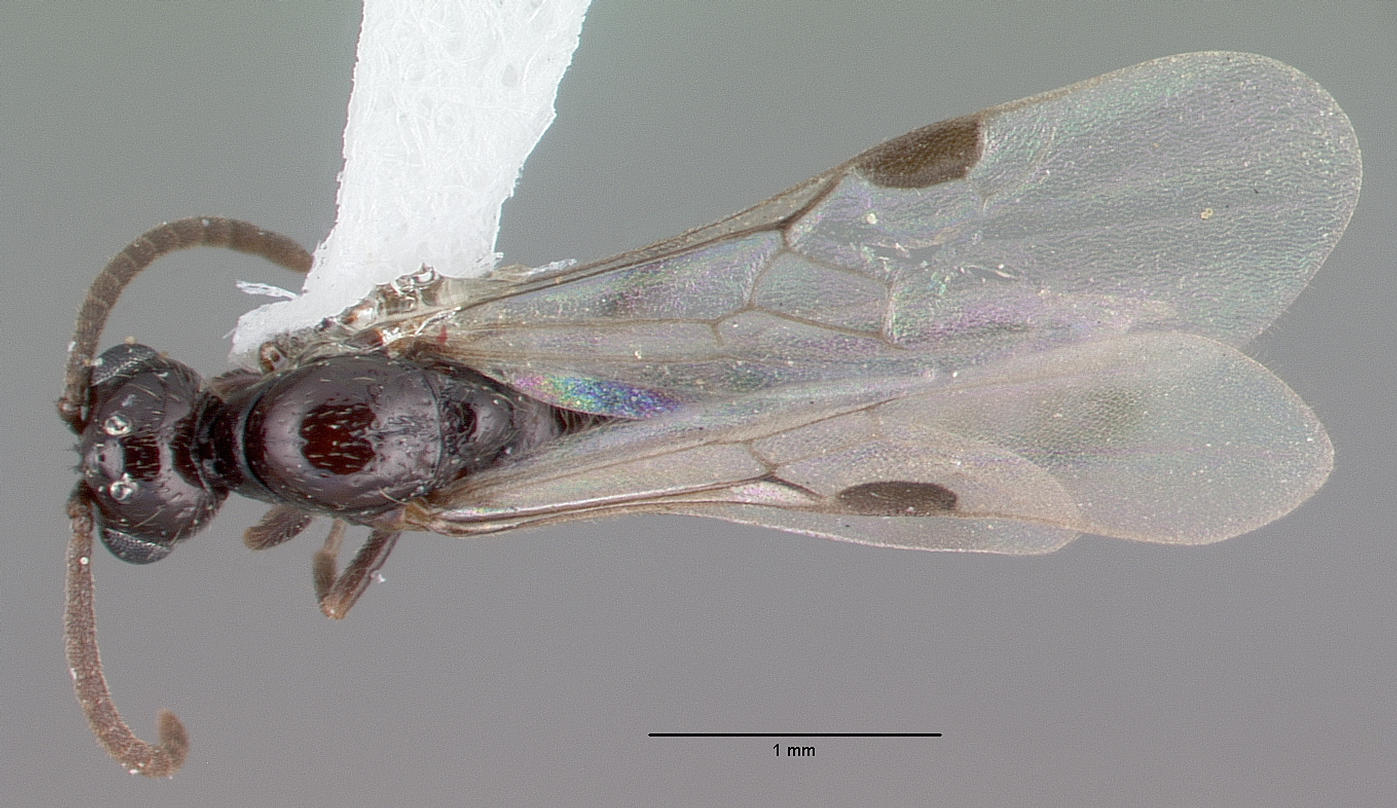
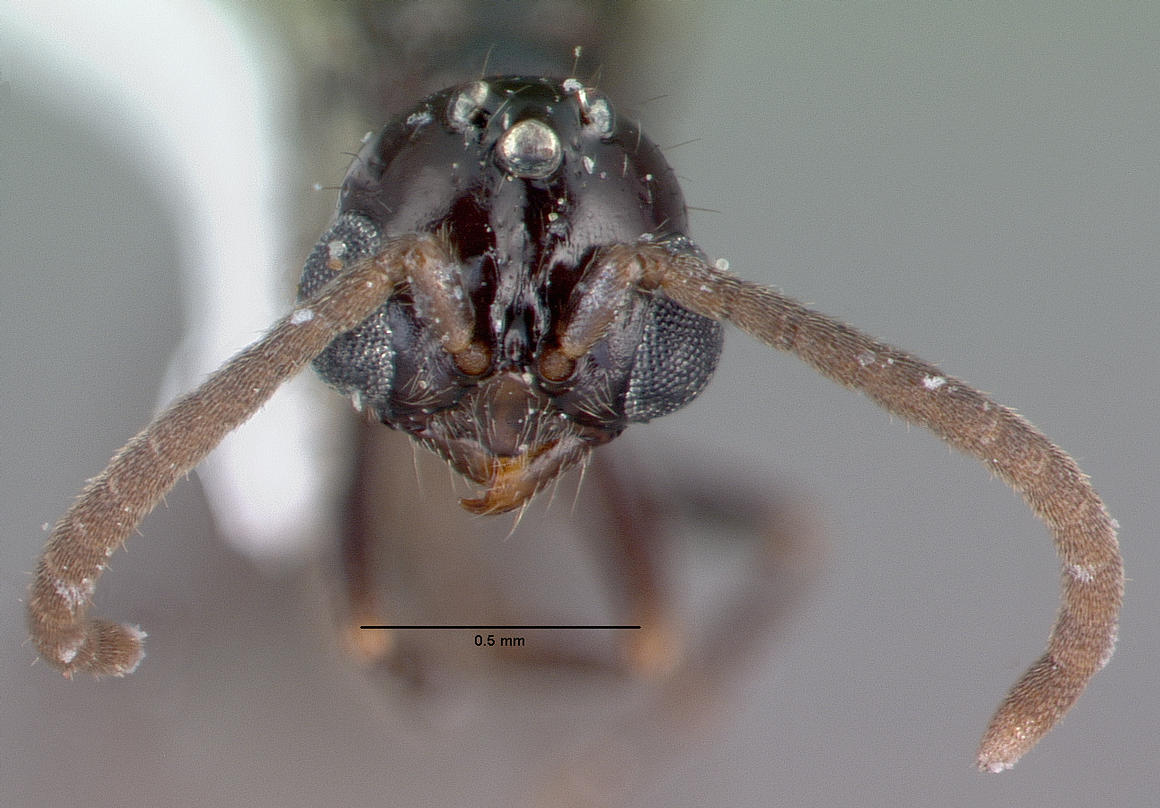
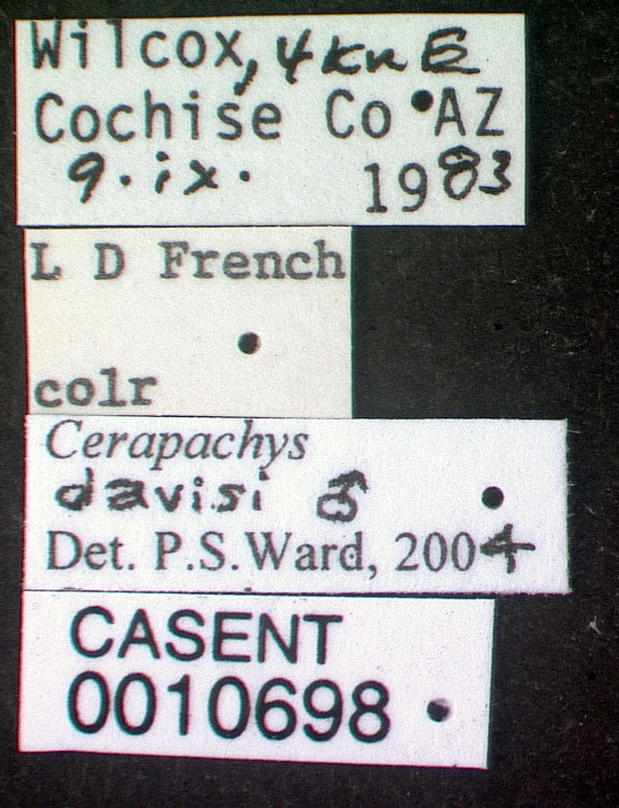
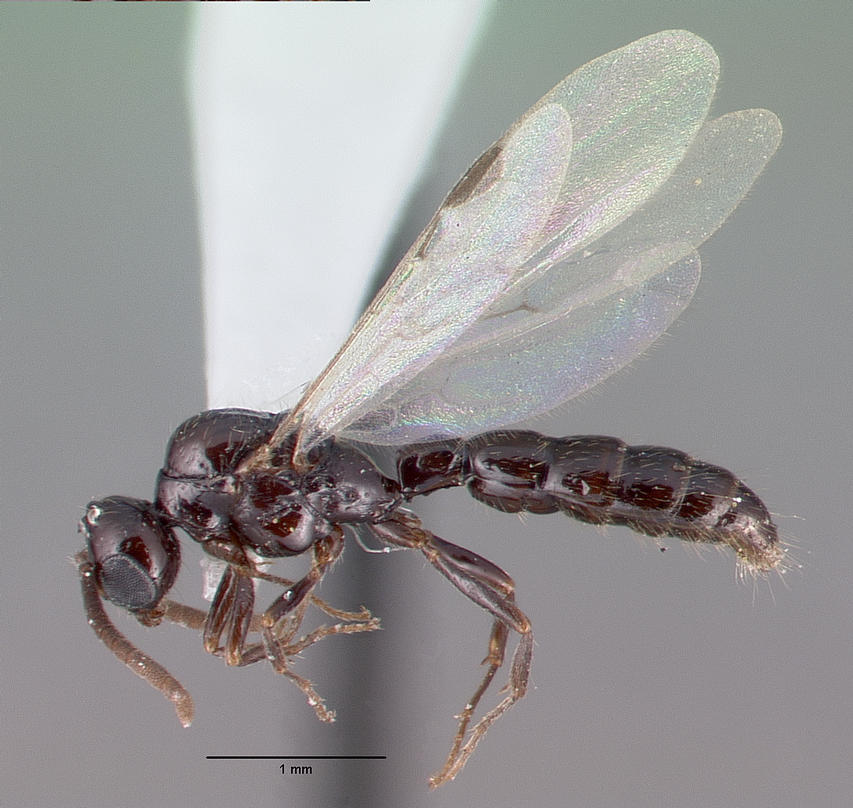
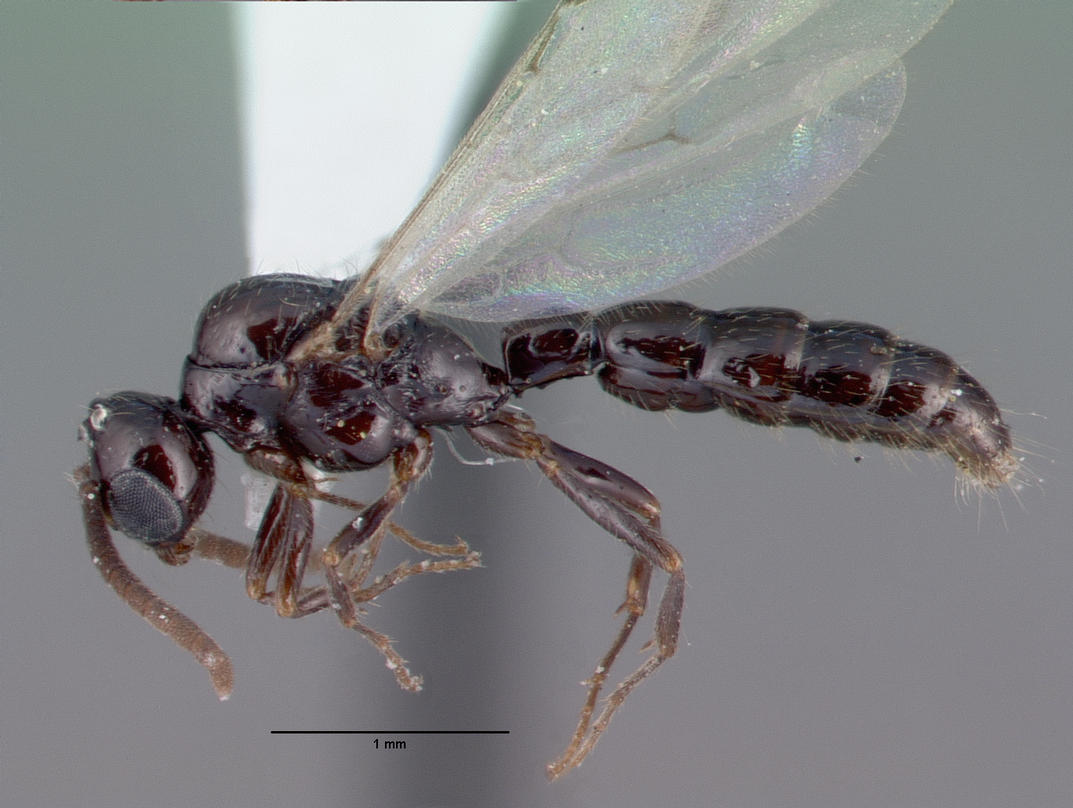
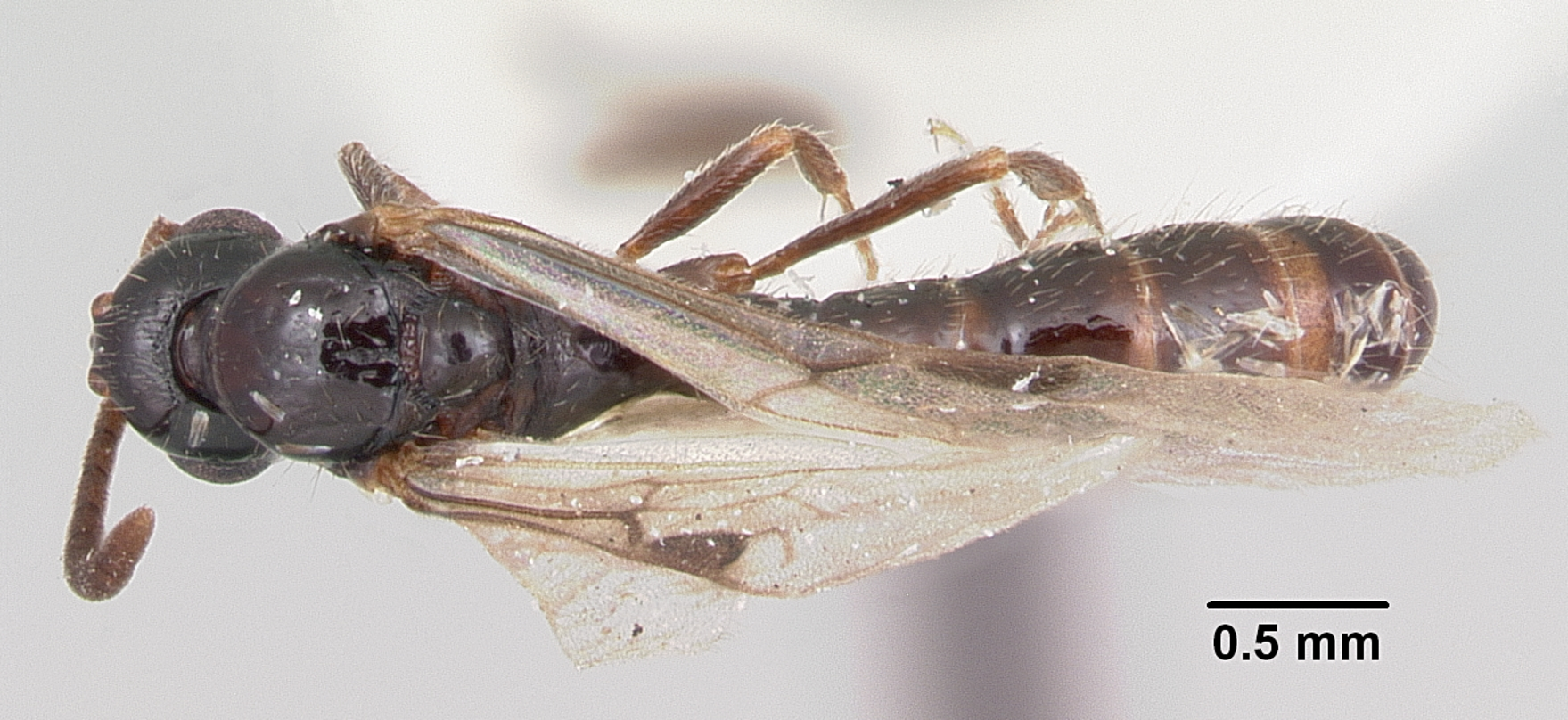